# پل رانی
پل رانی (به انگلیسی: Paul Reaney) بازیکن فوتبال زادهٔ ۲۲ اکتبر ۱۹۴۴ اهل کشور انگلستان که سابقهٔ بازی در تیم ملی فوتبال انگلستان را در کارنامهٔ خود دارد. وی مدتی مکانیک خودرو بود. در تاریخ ۱۱ دسامبر ۱۹۶۸ نخستین بازی ملی خود را در مقابل تیم ملی فوتبال بلغارستان انجام داد و با حضور در ۳ بازی ملی، در تاریخ ۳ فوریه ۱۹۷۱ واپسین بازی ملی‌اش را در برابر تیم ملی فوتبال مالت برگزار کرد.